# تپه خشگه در
تپه خشگه در مربوط به دوره اشکانیان است و در شهرستان بروجرد، بخش مرکزی، روستای ملک‌آباد واقع شده و این اثر در تاریخ ۲۳ شهریور ۱۳۸۲ با شمارهٔ ثبت ۹۹۸۷ به‌عنوان یکی از آثار ملی ایران به ثبت رسیده است.